# Kondratowice
Kondratowice – wieś w Polsce położona w województwie dolnośląskim, w powiecie strzelińskim, w gminie Kondratowice.

## Podział administracyjny
W latach 1954–1972 wieś należała i była siedzibą władz gromady Kondratowice. W latach 1975–1998 miejscowość administracyjnie należała do województwa wrocławskiego. Miejscowość jest siedzibą gminy Kondratowice.

## Położenie
Wieś leży na wysokości 167 m n.p.m. Około 0,5 km od niej przepływa Mała Ślęza.

## Zabudowa
Jest to duża osada przyfolwarczna.

## Historia
Archeologowie potwierdzają istnienie osad z czasów kultury łużyckiej i okresów wpływów rzymskich. Pierwsza pisemna wzmianka o Kondratowicach pochodzi z 1411 r., użyto wtedy nazwy Cunratowicz. Niemcy używali nazwy Kurtwitz.

## Zabytki
Do wojewódzkiego rejestru zabytków wpisany jest:
- zespół pałacowy i folwarczny:
  - pałac, z XVII/XVIII w., otoczony fosą z roku 1891
  - park i ogród gospodarczy, z XIX w.
  - folwark:
    - spichrz, z 1880 r.
    - obora, z 1880 r.
    - warsztaty, z końca XIX w.
    - budynek gospodarcze, z przełomu XIX/XX w.
    - stodoła, z końca XIX w.
    - spichrz, z 1890 r.
    - rządówka, z końca XVII w., pierwszej połowy XIX w.
    - most, z końca XIX w.
    - ogrodzenie murowane, z końca XIX w.

## Współczesność
We wsi znajdują się obecnie: Urząd Gminy, kasa Banku Spółdzielczego, kasa PKO, Zakład Funke Polska, Gospodarstwo Rolne KWS Lochow Polska, piekarnia oraz zakład stolarski.

## Sport
Od roku 1950 funkcjonuje tu Gminny Klub Sportowy Czarni Kondratowice, dysponujący stadionem piłkarskim (wymiary: 110 × 75 m, pojemność: 500 osób). Piłkarze, od sezonu 2014/2015, występują w klasie okręgowej, grupa: Wrocław. Największym sukcesem zespołu jest zajęcie, w tej klasie rozgrywkowej, 7. miejsca (w 1. sezonie współzawodnictwa w klasie okręgowej).

## Szlaki turystyczne
- niebieski:  Sienice – Kondratowice – Rakowice – Maleszów – Janowiczki – Bednarz – Stachów – Las nad Czerwieńcem – Jakubów – Ciepłowody – Karczowice[6]